# Treux
Treux är en kommun i departementet Somme i regionen Hauts-de-France i norra Frankrike. Kommunen ligger i kantonen Bray-sur-Somme som tillhör arrondissementet Péronne. År 2022 hade Treux 219 invånare.

## Befolkningsutveckling
Antalet invånare i kommunen Treux
| Referens: INSEE |